# António Félix da Costa
António Maria de Mello Breyner Félix da Costa, född den 31 augusti 1991 i Lissabon, är en portugisisk professionell racerförare och fabriksförare för BMW Motorsport i WEC och Formel E, med BMWs team Andretti Autosport.

## Karriär

### Red Bull
Han startade sin professionella racingkarriär 2008, då han tävlade i flera olika Formel Renault-mästerskap, och blev tvåa i den nordeuropeiska serien. 2009 vann han serien och blev samtidigt trea i den europeiska serien. 2010 och 2011 blev två mellanår, men 2012 blev han trea i GP3 Series och fyra i Formula Renault 3.5 Series, trots att han inte tävlade hela säsongen. 2013 körde han enbart FR3.5, och blev bara trea, bakom McLarens juniorförare Kevin Magnussen och Stoffel Vandoorne.

### BMW
Efter framgångarna i olika höga serier och stöttningen av Red Bull, spekulerades det i att han skulle ta över Daniel Ricciardos plats i Toro Rosso, men den platsen gick till Daniil Kvyat och Félix da Costa fick nöja sig med att köra DTM med BMW. Debutsäsongen blev misslyckad, men han fortsatte i DTM fram till 2016.

### Formel E
Sedan 2014/2015 kör han också i Formel E med Andretti Autosport, som är en partner till BMW. Han har tagit en seger, i Buenos Aires.

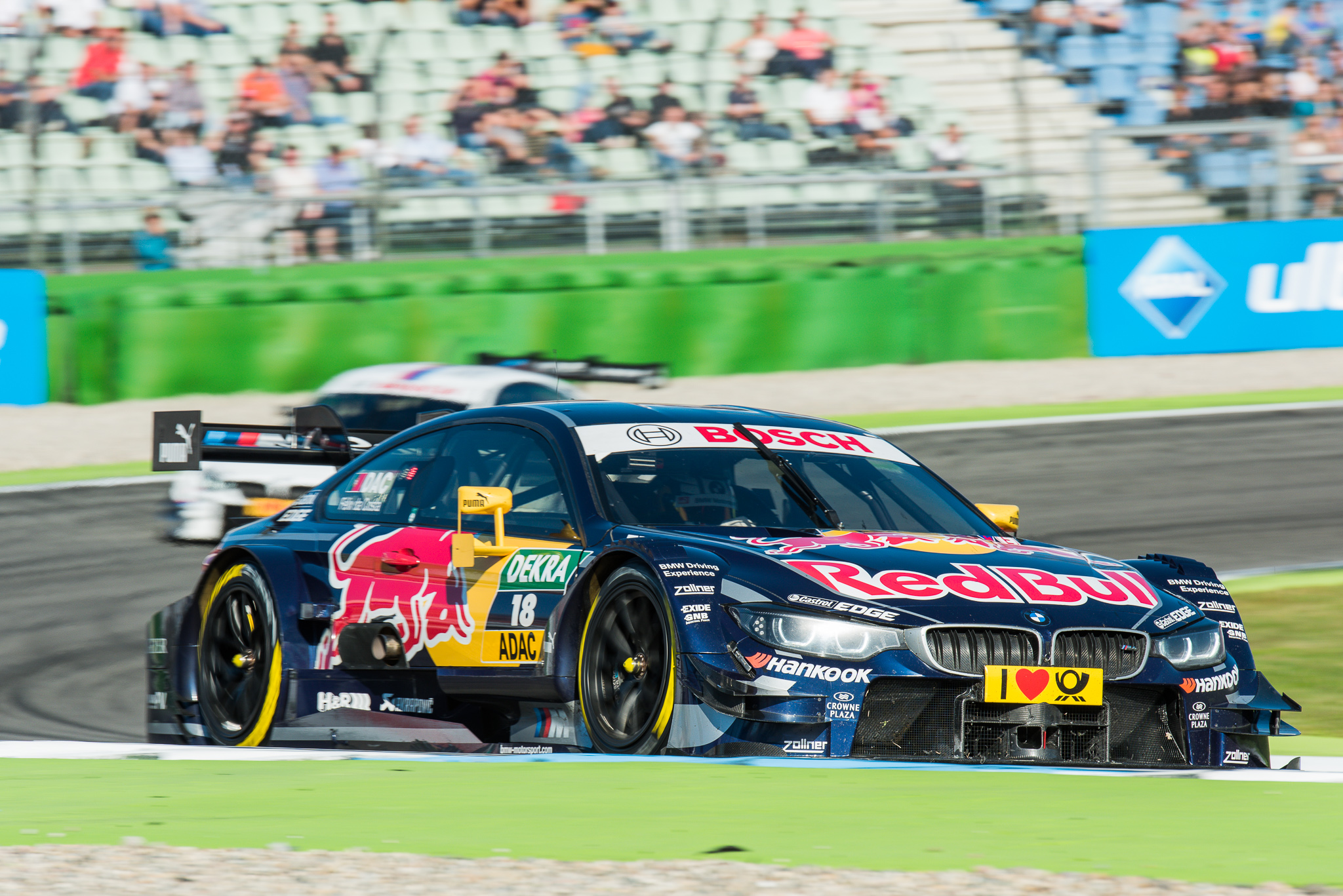
Félix da Costa på Hockenheimring 2014.